# ویترنی
ویترنی (به لاتین: Větřní) یک منطقهٔ مسکونی در جمهوری چک است که در شهرستان چسکی کروملوف واقع شده‌است. ویترنی ۲۷٫۶۷ کیلومتر مربع مساحت و ۴٬۱۲۵ نفر جمعیت دارد و ۵۹۲ متر بالاتر از سطح دریا واقع شده‌است.

## خواهرخوانده
شهر Lotzwil خواهرخواندهٔ ویترنی هست.